# Nevron
Nevroni, živčne celice ali ganglijske celice so glavni gradniki živčevja. Pri vretenčarjih se nahajajo v možganih, hrbtenjači ter živcih in ganglijih obkrajnega živčevja. Njihova glavna funkcija je proženje in prevajanje živčnih impulzov. Nevroni imajo vzdražno celično membrano, ki omogoča sprožitev in širjenje akcijskega potenciala.

## Anatomija in histologija
Številni nevroni so visoko specializirani in se močno razlikujejo po izgledu. V splošnem so sestavljeni iz naslednjih komponent:
- perikarion ali soma,
- dendriti,
- nevrit.

Soma je telo nevrona z jedrom in citoplazmo. V somi poteka večina beljakovinske sinteze. Dendriti so izrastki iz some, navadno drevesasto razvejani. Skupno strukturo vseh dendritov enega nevrona imenujemo dendritsko drevo in je glavni del nevrona za sprejemanje informacij od sosednjih nevronov. Najdaljši izrastek iz some je običajno nevrit, ki lahko sega tudi 1 meter v dolžino. Po nevritu se prenaša impulz od some proti naslednjemu nevronu ali efektorni celici. Včasih potuje impulz tudi v smeri proti somi. Večina nevronov ima le en nevrit, ki pa se zelo razveji in tvori povezave z različnimi celicami. Na mestu, kjer iz some izstopa nevrit, je največje število napetostno odvisnih natrijevih kanalčkov; na tem mestu se namreč sumirajo vsi dražljaji, ki pridejo od dendritov preko some do nevrita. Če je vsota dražljajev (sprememb membranskega potenciala) večja od pražne vrednosti, se na tem mestu sproži akcijski potencial. 
Konec nevrita imenujemo živčni končič. Živčni končič je specializirana struktura, ki vsebuje mešičke z živčnim prenašalcem. Ko akcijski potencial dospe do membrane živčnega končiča, se na membrani odprejo kalcijevi kanalčki. Zaradi vdora kalcija v notranjost celice se mešički z živčnim prenašalcem zlijejo s plazmalemo in se sprostijo v sinaptično špranjo. Nevroni s pomočjo živčnih prenašalcev komunicirajo med seboj. 
Nevriti in dendriti v osrednjem živčevju so debeli okrog 1 mikrometer, perikarioni pa so znatno debelejši (njihov premer je okoli 10–25 mikrometrov). Nevriti motoričnih nevronov so lahko dolgi tudi 1 meter.

## Razvrstitev
Funcionalna razvrstitev
- Aferentni (dovodni) nevroni - prevajajo informacije iz tkiv in organov v osrednje živčevje.
- Eferentni (odvodni) nevroni - prenašajo signale iz osrednjega živčevja do efektornih celic. Sém sodijo tudi motorični nevroni.
- Internevroni (vmesni nevroni) - povezujejo nevrone med specifičnimi predeli osrednjega živčevja.

Strukturna razvrstitev
- Unipolarni nevroni - imajo le en izrastek.
- Psevdounipolarni nevroni - akson in dendrit imata kratko skupno pot.
- Bipolarni nevroni - imajo en akson in en dendrit.
- Multipolarni nevroni - imajo več kot en dendrit in akson.
  - Piramidne celice - njihovi perikarioni piramidaste oblike ležijo v možganski skorji.